# Turó del Catiu d'Or
El Turó del Catiu d'Or és una muntanya de 1.676 metres que es troba al municipi de Fogars de Montclús, a la comarca del Vallès Oriental.